# Нортхемптоншир
Нортхемптоншир (енгл. Northamptonshire) је традиционална грофовија Енглеске.

## Партнерски градови
- Индијанаполис